# Zweiter Mongoleneinfall in Polen
Erster Einfall 1240–41

Sandomierz (1) – Tursko – Chmielnik – Tarczek – Kraków (1) – Ratibor – Oppeln – Liegnitz
Zweiter Einfall 1259–60

Sandomierz (2) – Kraków (2)
Dritter Einfall 1287–88

Łagów – Dunajec – Stary Sącz

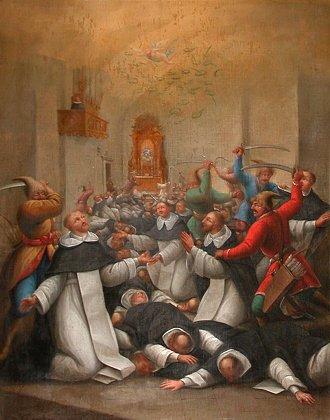
Die Märtyrer von Sandomierz

Der Zweite Mongoleneinfall in Polen fand 1259–1260 statt, als die mongolischen Reiter der Goldenen Horde in Polen einfielen und das Land verwüsteten.

## Hintergrund
Die Mongolen siegten in der Schlacht an der Kalka und zerstörten später die Kiewer Rus. Batu Khan, Sohn des Dschötschi, eines Sohnes Dschingis Khans, fiel erneut in Osteuropa ein und gründete dort um 1240 die Goldene Horde. Polen war ab 1138 in mehrere Herzogtümer geteilt, wobei der Herzog von Krakau als Seniorherzog den anderen Herzögen vorstand. Beim Ersten Mongoleneinfall 1241 fiel der Seniorherzog Heinrich der Fromme von Schlesien, womit die Herrschaft der Schlesischen Heinriche endete. Zunächst stieg Konrad von Masowien zum Seniorherzog auf, ab 1247 bekleidete Boleslaus der Schamhafte dieses Amt. Kurz vor dem Einfall führte er noch im Herbst 1259 einen Bruderkrieg gegen Kasimir von Kujawien.

## Ablauf
Ziel des Einfalls unter Boroldai war die Plünderung. Es sollte auch ein Wiedererstarken der Herzogtümer Sandomierz und Krakau verhindert werden. Die Beziehungen Boleslaus des Schamhaften mit Litauen, Ungarn und dem Fürstentum Galizien-Wolhynien sollten unterbunden werden.
Der mongolische Vormarsch gestaltete sich ähnlich wie beim ersten Einfall über Chełm und Lublin nach Zawichost nach Sandomierz und von dort ins Heiligkreuzgebirge. Bei Chęciny sollte sich das Reiterheer aufteilen, um vor Krakau wieder zusammenzukommen. Neben den Mongolen nahmen auch von diesen Abhängige Völker an dem Einfall teil. Das mongolische Heer wird auf 30.000 Soldaten geschätzt. Zunächst wurde Sandomierz belagert, während einzelne Reiterheere die Umgebung plünderten, so Wąchock, Radom, Kielce und Sulejów. Nach Zusicherung von freiem Geleit, kapitulierte Sandomierz am 2. Februar 1260. Entgegen der Abmachung wurden die Bürger der Stadt von den Belagerern ermordet und die Stadt erneut zerstört.
Das Hauptheer der Mongolen stieß am südlichen Rand des Heiligkreuzgebirges Südwestwerts vor und plünderte Koprzywnica, Heiligkreuz, Jędrzejów und Miechów. Bis Krakau hinterließ es eine Schneise der Verwüstung. Bei Krakau plünderte es das Kloster Mogila sowie das Kloster Szczyrzyc und brandschatzte einige Vororte der Stadt. Ähnlich wie bei der ersten Belagerung durch die Mongolen 1241 gelang es ihnen auch diesmal nicht, den Wawel zu erobern. Stattdessen erfolgten mehrere Raubzüge in die nähere Umgebung, so nach Beuthen in Schlesien. Boleslaus der Schamhafte stellte sich den Mongolen nicht im Kampf, sondern floh mit seiner Ehefrau, der Heiligen Kinga, nach Ungarn oder Sieradz. Gleichwohl befürchteten die Mongolen, dass ein Entsatzheer aus Schlesien anrücken könnte und sie zogen sich schließlich über Brzeźnica und Jasło aus Polen zurück.
Knapp dreißig Jahre später erfolgte der letzte Mongoleneinfall, der jedoch von den polnischen Herzögen zurückgeschlagen werden konnte.

## Folgen
Die Verwüstungen waren hoch und ganze Landstriche waren entvölkert und Städte zerstört, jedoch in kleinerem Ausmaß als beim Ersten Mongoleneinfall. Gleichwohl wurden erneut Tausende Menschen von den Mongolen verschleppt. Die polnischen Herzöge versuchten erneut diesen Bevölkerungsverlust durch ein gezieltes Anwerben von Siedlern aus dem deutschsprachigen Raum nach Kleinpolen (u. a. die Walddeutschen) auszugleichen, und die Deutsche Ostsiedlung erreichte um die Mitte des 13. Jahrhunderts ihren Höhepunkt.